# Cersuta
Cersuta è una frazione del comune di Maratea, in provincia di Potenza.

## Geografia fisica
Cersuta si trova a circa 6 km dal capoluogo comunale, in direzione nord. Costituita da un gruppo di case sul mare, il suo paesaggio è caratterizzato dalla presenza predominante del massiccio del monte Cerreta (alto 1077 m), imponente rilievo che abbraccia l'intero abitato: questo affonda direttamente sul mare, creando una costa abbastanza alta, interrotta solo da alcune piccole spiagge.

### Spiagge
- Rena d'a Carrubba. (il nome significa la sabbia del carrubo) È una piccola lingua di spiaggia, situata a nord dell'abitato di Cersuta, raggiungibile solo dal mare. Nei suoi pressi si trova una bellissima grotta, chiamata con lo stesso nome della spiaggetta, ricca di conche.
- Renicedda (significa la piccola sabbia) È chiamata anche spiaggia di Capo la Nave o cala d'i Africi, si trova sotto l'abitato di Cersuta. È anche questa una piccola spiaggia.
- Rena d'u Nastru (significa la sabbia del nastro) È una spiaggia ampia, caratterizzata da una sabbia molto scura, sita sotto la torre Apprezzami l'Asino. Si è formata nel 1894, dal materiale di risulta dei lavori ferroviari (donde il nome).[3]

## Storia
Leggenda vuole che la frazione, che deve il suo nome alla grande quantità di querce presenti nei pressi dell'abitato (in dialetto marateota cersa significa quercia), sia nata a causa dello stanziamento di alcuni pastori calabresi.
Nel XVII secolo l'abitato doveva già essere sviluppato, in quanto vi fu costruita una chiesa. Nel 1930 fu collegata con il resto di Maratea grazie alla Strada Statale 18.

## Monumenti e Luoghi d'Interesse

### Architetture religiose
A Cersuta si trova la  chiesa della Madonna Addolorata e nei pressi della frazione è presente un piccolo cimitero.

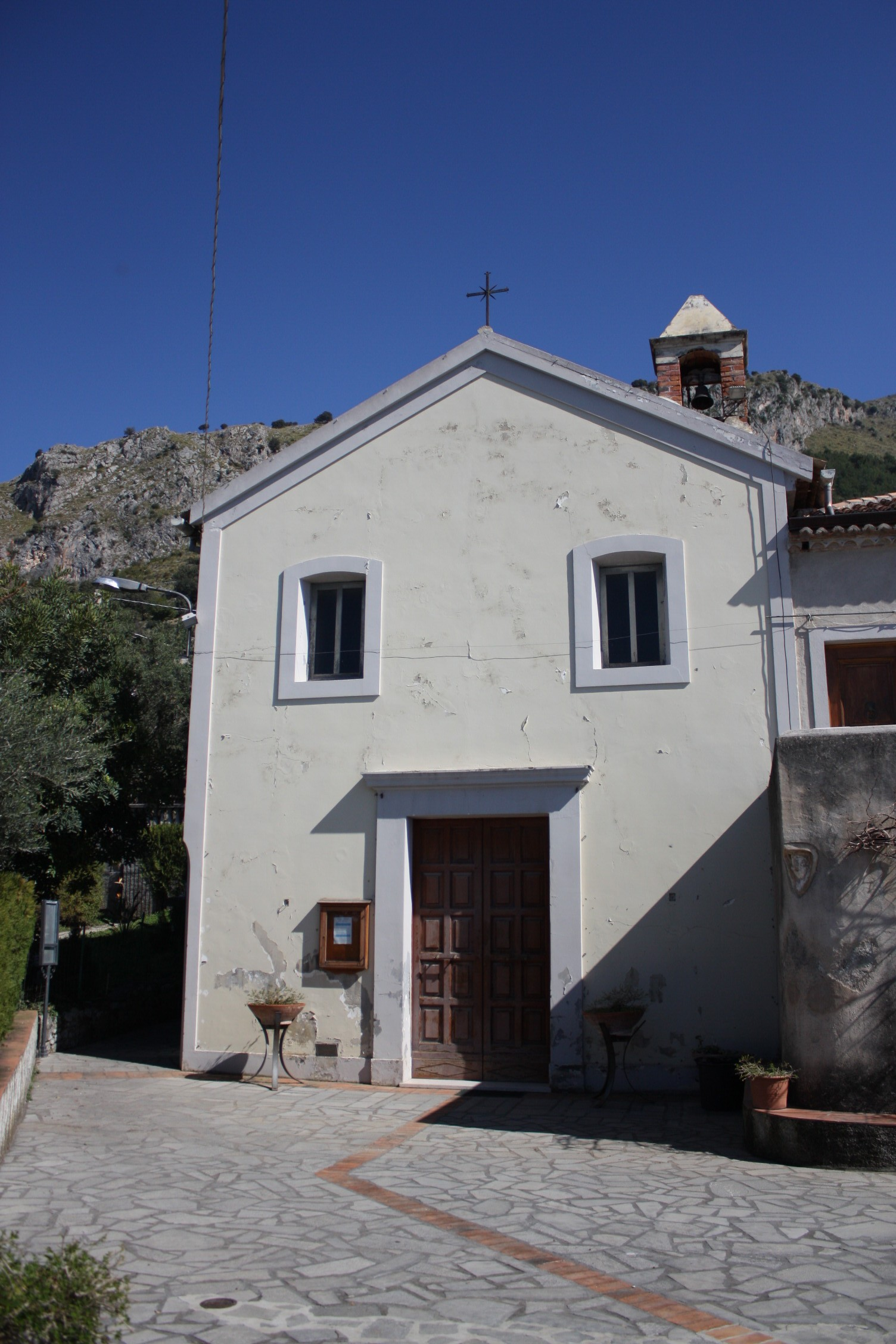
La chiesa di Cersuta.

## Infrastrutture e trasporti
La località è interessata dalla SS 18  che collega Cersuta a nord con Acquafredda ed a sud con Fiumicello. Quest'importante arteria rappresenta l'unica strada del paese.